# Gypona ricana
Gypona ricana är en insektsart som beskrevs av Delong 1982. Gypona ricana ingår i släktet Gypona och familjen dvärgstritar. Inga underarter finns listade i Catalogue of Life.